# Klasztor Cystersów w Stičnej
Klasztor Cystersów w Stičnej (słoweń. Cistercijanska opatija Stična) – najstarszy klasztor w Słowenii założony w 1136 r. przez zakon Cystersów.

## Historia
Dokument fundacyjny klasztoru został wydany w 1136 roku przez Pellegrinusa I – patriarchę Akwilei. Klasztor szybko stał się ważnym ośrodkiem religijnym, kulturalnym i gospodarczym regionu.
W 1784 roku na mocy kasaty józefińskiej wprowadzonej przez cesarza rzymsko-niemieckiego Józefa II Habsburga mnisi zostali zmuszeni do opuszczenia klasztoru. Zakonnicy powrócili do klasztoru w roku 1898.